# بيرغر ميلينغ
بيرغر ميلينغ (بالنرويجية البوكمول: Birger Meling)‏ (17 ديسمبر 1994 بستافانغر في النرويج - ) هو لاعب كرة قدم نرويجي في مركز الدفاع. شارك مع منتخب النرويج تحت 21 سنة لكرة القدم. أما مع النوادي، فقد لعب مع نادي ستابك.

## وصلات خارجية
- بيرغر ميلينغ على موقع الاتحاد الدولي (مؤرشف)  (الإنجليزية)
- بيرغر ميلينغ على موقع الاتحاد الأوربي (الإنجليزية)
- بيرغر ميلينغ على موقع اتحاد النرويج (النرويجية)
- بيرغر ميلينغ على موقع قاعدة بيانات كرة القدم.إي يو (الإنجليزية)
- بيرغر ميلينغ على موقع ليكيب (الفرنسية)
- بيرغر ميلينغ على موقع ناشيونال فوتبول تيمز (الإنجليزية)
- بيرغر ميلينغ على موقع Soccerway.com (الإنجليزية)
- بيرغر ميلينغ على موقع عالم كرة القدم.نت (الإنجليزية)